# Amortiguamiento de Landau
En física, el amortiguamiento de Landau, llamado así debido a que fue descubierto por el físico ruso Lev Davidovich Landau, es el efecto de amortiguamiento (disminución exponencial en función del tiempo) de ondas de Langmuir (ondas electrostáticas longitudinales) en un plasma.

## Interacción onda-partícula
El amortiguamiento de Landau ocurre debido al intercambio de energía entre una onda con velocidad de fase {\displaystyle v_{ph}}, y las partículas con velocidad aproximadamente igual a {\displaystyle v_{ph}}, o sea, que están en resonancia con la onda. Las partículas con velocidad un poco menor que {\displaystyle v_{ph}} serán aceleradas por el campo eléctrico de la onda, es decir, ganarán energía de la onda, mientras que las partículas con velocidad un poco mayor a {\displaystyle v_{ph}} serán desaceleradas por el campo eléctrico, es decir, van a ceder energía a la onda.
En un plasma sin colisiones donde la función de distribución de las velocidades de las partículas sea Maxweliana, se observa que el número de partículas que tienen velocidad un poco menor que la onda es mayor que el número de partículas con velocidad un poco mayor que la onda. Esto quiere decir que hay más partículas obteniendo energía de la onda que partículas cediendo energía a la onda, lo que produce el amortecimiento de la onda.

## Interpretación física
La demostración matemática del amortecimiento de Landau es bastante compleja y envuelve la evaluación de integrales de contorno, pero existe una interpretación física que, a pesar de no ser exacta, facilita enormemente la visualización de este fenómeno.
Podemos imaginar a las ondas de Langmuir como olas en el mar, y las partículas como surfistas, desplazándose en la misma dirección que las olas. Un surfista que se desplace por el agua a una velocidad un poco menor que las olas eventualmente será empujado por una de ellas (gana energía), mientras que un surfista que se desplace un poco más rápido que una ola (tal vez braceando recostado en su tabla, tratando de alcanzar la ola) va a "empujar" la ola (o sea, transfiere energía).
Obsérvese que solo los surfistas participan en esta interacción de energía con la ola, ya que poseen una velocidad cercana (un poco menor o mayor) a la ola (partículas resonantes). Una pelota flotando en el agua subirá y bajará siguiendo la forma de la ola, sin existir intercambio neto de energía (ni gana ni pierde). Lo mismo ocurre con una lancha desplazándose velozmente por el agua.
Una descripción mecánica simple de la dinámica de las partículas proporciona una estimación cuantitativa de la sincronización de las partículas con la onda []. Un enfoque más riguroso muestra que la sincronización más fuerte se produce para las partículas cuya velocidad en la marca de la onda es proporcional a la tasa de amortiguamiento e independiente de la amplitud de la onda (sección 3.2 de []). Dado que el amortiguamiento de Landau se produce para ondas con amplitudes arbitrariamente débiles, las partículas más activas en este amortiguamiento están lejos de quedar atrapadas. Esto es natural, ya que la captura implica escalas de tiempo divergentes para tales ondas.